# Festa di san Martino
La festa di san Martino è una ricorrenza celebrata l'11 novembre, in diversi paesi cristiani, per commemorare Martino di Tours. Celebrazione vissuta maggiormente in ambiente rurale, in passato venivano rinnovati gli accordi in ambito agrario. Spesso questa ricorrenza è legata alla prima spillatura del vino novello.

## In Belgio
In Belgio, i bambini girano per le strade della città cantando canzoni su San Martino portandosi con sé delle lanterne di carta; mentre a Veurne i giovani, oltre a cantare inni sul santo, chiedono ai cittadini piccoli doni, come denaro o mele. Nella regione di Bruges, invece, i bambini chiedono mele o nocciole ai contadini delle fattorie oggetto della loro visita. Durante tale festività, sono consumati dei dolci tipici denominati gauffres.

## In Croazia
In Croazia, questa ricorrenza riveste un'importanza nel mondo rurale, segnando il momento in cui il mosto diventa vino. Per celebrare ciò, nel nord del paese a partire dal XVII secolo, si inscena un battesimo del vino. La festa di San Martino è particolarmente vissuta, con celebrazioni di rilievo a  Dugo Selo, Kutjevo, Sveti Martin na Muri, Požega e Velika Gorica.

## In Estonia
Nel paese baltico, i bambini inscenavano una processione estremamente rumorosa, in giro per la loro città, passando di casa in casa. Ciò era visto di buon auspicio per il futuro raccolto. Successivamente a questa iniziativa, si organizzava una festa nel paese in cui veniva consumata carne d'oca. In epoca contemporanea, la festa è celebrata nei piccoli centri urbani e nelle zone rurali, dai bambini, unicamente con il canto del brano popolare mardilaul e con il vestirsi con abiti scuri.

## In Italia

### Abruzzo
In Abruzzo è detta anche la "Festa dei cornuti". Il 10 novembre a San Valentino in Abruzzo Citeriore viene organizzata la "Processione dei Cornuti" che affonda le sue radici nei riti pagani. La tradizione prevede che gli uomini del paese, al tramonto, sfilino per le strade tra le grida dei compaesani. Al termine della processione viene servito il tradizionale spezzatino di San Martino. Il giorno dopo continua la tradizionale fiera con le castagne e il vino novello.

### Emilia
A Parma e Reggio Emilia fare "San Martino" è sinonimo di "traslocare". Era infatti la data generalmente scelta dai mezzadri per cambiare casa, podere o paese. Tuttora "fare San Martino" sta a significare, andarsene, lasciare tutto e cambiare.

### Romagna
A Santarcangelo di Romagna si festeggia il santo patrono e si tiene una fiera importantissima che richiama tantissima gente. È anche chiamata “Fira di Béch”.

### Friuli Venezia Giulia
A Latisana e a Cervignano del Friuli vengono organizzate dalle municipalità in collaborazione con il tessuto associativo locale, le due versioni similari di Fiera di San Martino, con stand enogastronomici, bancarelle di specialità ed artigianato, mercati e giostre. Anche in queste due sagre a fare da protagonisti sono la zucca ed il vino novello, comuni denominatori delle ricorrenze legate a San Martino da Tours.

### Sicilia
In Sicilia la festa è associata alla maturazione del vino nuovo, per cui si usa mangiare le castagne arrostite accompagnate dal vino novello. In occasione della ricorrenza si preparano i biscotti di San Martino, che di solito si gustano inzuppati nel vino, e le sfinci di San Martino , frittelle ricoperte di zucchero, chiamate anche sfingi.

### Veneto
In Veneto i bambini, armati di pentole, coperchi e mestoli, girano per la città entrando nei negozi e chiedendo caramelle e dolcetti, cantando questa filastrocca in dialetto:
|    | San Martin xe 'ndà in sofita    |
|    | a trovar la so novissa.         |
|    | So novissa no ghe gera,         |
|    | el xe 'ndà col cuo par tera     |
| 5  | viva viva san Martin            |
|    | Viva el nostro re del vin!      |
|    | San Martin m'ha mandà qua       |
|    | che ghe fassa la carità.        |
|    | Anca lu col ghe n'aveva,        |
| 10 | carità el ghe ne fasseva        |
|    | Viva viva san Martin            |
|    | Viva el nostro re del vin!      |
|    | Fè atension che semo tanti      |
|    | E gavemo fame tuti quanti       |
| 15 | Stè tenti a no darne poco       |
|    | Perché se no stemo qua un toco! |

Se viene ricevuto qualcosa la filastrocca prosegue con:
|   | E con questo ringraziemo     |
|   | Del bon anemo e del bon cuor |
|   | 'N altro ano tornaremo       |
|   | Se ghe piase al bon Signor   |
| 5 | E col nostro sachetin        |
|   | Viva, viva San Martin.       |

Se, al contrario, non viene donato nulla ai cantori, viene cantato:
|   | Tanti ciodi gh'è in sta porta    |
|   | Tanti diavoli che ve porta       |
|   | Tanti ciodi gh'è in sto muro     |
|   | Tanti bruschi ve vegna sul culo. |
| 5 | E CHE VE MORA EL PORSEO!         |

In una versione più corta, tradizionale della città di Venezia, viene cantato:
|   | San Martin xe 'ndà in sofita  |
|   | a trovar la so novissa.       |
|   | So novissa no ghe gera,       |
|   | San Martin xe cascà par tera. |
| 5 | El s'ha tacà un bołetin       |
|   | cari signori, xe San Martin!  |

Per questa ricorrenza, nella città metropolitana di Venezia, viene preparato l'ormai tradizionale biscotto a forma di "Cavallo di San Martino", nato negli anni Sessanta del Novecento e oggi iscritto nella lista dei prodotti agroalimentari tradizionali veneti: con la pasta frolla viene modellata la forma del santo a cavallo con spada e mantello, guarnito con glassa di zucchero colorata, praline, caramelle e cioccolatini. Il "Cavallo di San Martino", tuttavia, è ormai diffuso anche a Padova e in altre province della Terraferma veneta.
Anticamente veniva preparato un dolce di cotognata, detto "San Martino di cotognata", fatto con la marmellata di mele cotogne molto asciutta.
Nel Novecento, la Satma, un'azienda dolciaria trevigiana oggi scomparsa, produsse per San Martino dei biscotti di cotognata stampati come fossero dei medaglioni di 10–20 cm che presentavano il disegno del Santo ed erano adornati con un fiocco rosso. Tale dolciume fu però soppiantato dall'ormai celebre Cavallo di pasta frolla.
Altra tradizione molto sentita specialmente tra le provincie di Venezia, Padova e Treviso è quella di consumare in questa giornata un piatto a base di oca, tra tutti l’oca in onto.

## In Polonia
In Polonia la festa di San Martino cade lo stesso giorno in cui si commemora l'indipendenza dello Stato, pertanto è festa nazionale. La celebrazione di San Martino viene vissuta con maggiore intensità a Poznan. In questa città, oltre ad avere la via principale dedicata a questo Santo, vi è anche un dolce tipico, chiamato rogal świętomarciński, collegato alla storia di San Martino. Il giorno della festa, viene celebrata una Messa al termine della quale viene avviato un corteo che parte dalla chiesa a sud del castello. Durante tale manifestazione, il sindaco consegna le chiavi della città al Santo.

## In Svezia
In Svezia, questa celebrazione è diffusa particolarmente nel sud del paese, nella regione della Scania e viene festeggiata il 10 novembre consumando un piatto tipico a base di carne di oca.